# کیک گاری
کیک گاری  (به انگلیسی: Kick Gurry) (زاده ۲۵ می ۱۹۷۸) بازیگر استرالیایی است.
از فیلم‌های معروف او می‌توان به بازی در فیلم لبه فردا اشاره کرد.